# چینچیلای دم‌دراز
چینچیلای دم دراز (نام علمی: Chinchilla lanigera) نام یک گونه از سرده چینچیلا است.